# Halmby
Halmby är en småort i Lagga socken i Knivsta kommun i Uppsala län, Sverige.
Detta Halmby är lätt att förväxla med Halmby som ligger också ligger i Uppsala län, men i Uppsala kommun. Halmby i Uppsala kommun ligger invid sina namnsläktingar Halmbylund, Halmby Bogrind och Halmbyboda.